# Вешелово
Вешелово — деревня в Карамышевской волости Псковского района Псковской области России.
Расположена в 11 км к югу от села Карамышево и в 47 км к востоку от центра города Пскова.

## История
До 1 января 2010 года деревня входила в состав ныне упразднённой Осиновичской волости.

## Население
| 2001 | 2002 | 2010 |
| ---- | ---- | ---- |
| 5    | ↗7   | ↘3   |